# Harry Potter et les Reliques de la Mort, partie 1 (jeu vidéo)
Harry Potter et les Reliques de la Mort, partie 1 (Harry Potter and the Deathly Hallows – Part 1) est un jeu vidéo de tir à la troisième personne développé par EA Bright Light et édité par Electronic Arts, sorti en 2010 sur Windows, Wii, PlayStation 3, Xbox 360 et Nintendo DS.
Le jeu suit les protagonistes Harry Potter, Ron Weasley et Hermione Granger, qui ont entrepris de détruire les sept Horcruxes qui les aideront à vaincre Lord Voldemort. 
Le jeu a présenté des critiques généralement médiocres de la part des critiques, le ton sombre du jeu étant loué, mais le gameplay décevant les critiques.

## Système de jeu
Le gameplay de Harry Potter et les Reliques de la Mort - Partie 1 est différent des jeux précédents après que les développeurs aient décidé qu'il nécessitait une nouvelle direction pour convenir à son public adulte croissant. Le joueur contrôle le personnage Harry Potter à partir d'une caméra à la troisième personne, et se joue dans le style d'un jeu de tir à la troisième personne.  Le jeu comprend un système de progression où Harry acquiert de l'expérience et peut améliorer ses sorts. 
Le joueur est capable de changer les sorts en sélectionnant la roue de sorts. 
Liste des sortilèges de combat :
- Stupefix
- Impedimenta
- Confundo
- Expulso
- Expelliarmus
- Petrificus Totalus
- Wingardium Leviosa
- Confringo
- Protego

Les tirs à la tête sont également une caractéristique du jeu, le joueur étant capable de contrôler Harry pour viser un sort sur la tête de son adversaire. Une partie des séquences de combat implique le système de couverture où le joueur se cache derrière un obstacle, jusqu'à ce qu'il ait été détruit, pour éviter de recevoir des dégâts de son adversaire.
Tout au long du jeu, le joueur peut collecter des objet collector pour obtenir des informations sur les évènements  et des potions qui peuvent être utilisée qui donnera de la force à Harry.
En plus des mangemorts et des Rafleurs, qu’ils sont les ennemis principales du jeu, le joueur rencontreras des créatures comme des araignées, des mort-vivant, et Détraqueurs qui peuvent être repoussé par le sortilège du Patronus.
Pendant les missions furtives, le joueur peut progresser à travers les niveaux en utilisant la cape d'invisibilité. Tout en manœuvrant sous la cape d'invisibilité, le joueur doit se déplacer lentement, en vue de la première personne, pour s'assurer que le compteur de furtivité, dans le coin inférieur droit de l'écran, ne devient pas rouge. Si le compteur est devenu rouge, cela signifie que le joueur risque de se faire prendre et doit rester immobile jusqu'à ce que le compteur soit régénéré. Lorsque le joueur se rapproche suffisamment d'un ennemi sous la cape d'invisibilité, il est capable de lui lancer un sort époustouflant ou d'utiliser le charme du bouclier comme attaque de mêlée.

## Accueil
- Jeuxvideo.com : 8/20[1] - 4/20 (DS)[2]